# Gregory Stanton
Gregory H. Stanton est un chercheur américain spécialisé en droit et dans l'étude des génocides ainsi qu'un militant actif dans la défense des droits de l'homme. Il se fait connaître par ses travaux sur le génocide cambodgien et son implication dans la mise en place du tribunal extraordinaire jugeant les responsables Khmers rouges. Il est l'auteur de l'essai Les dix étapes du génocide, servant aujourd'hui de référence internationale pour la compréhension et la prévention des génocides.
Il est le fondateur et président de l'ONG Genocide Watch et du réseau Alliance Against Genocide, ainsi que le fondateur et directeur du Cambodian Genocide Project à l'université Yale. De 2007 à 2009, il est président de l'International Association of Genocide Scholars.
Ben Kiernan, spécialiste du génocide cambodgien, a été son professeur à Yale.

## Famille et éducation
Gregory Stanton est un descendant des militants pour le droit de vote des femmes et pour l'abolition de l'esclavage Elizabeth Cady Stanton et Henry Brewster Stanton,. Sa mère, Alison Stanton, est professeur d'anglais et son père, Howard Stanton, est pasteur presbytérien. Il grandit dans une petite ville de l'Illinois.
Stanton est diplômé de l'Oberlin College, de la Harvard Divinity School, de la Yale Law School et titulaire d'un doctorat en anthropologie culturelle de l'université de Chicago.

## Carrière

### Carrière académique
Stanton est professeur de droit à l'université Washington et Lee, en Virginie, de 1985 à 1991, puis professeur Fulbright à l' université du Swaziland et professeur à la chaire de justice, droit et société de l'American University à Washington. De 2003 à 2009, il est professeur James Farmer en droits de l'homme à l'université de Mary Washington, en Virginie. Par la suite, Stanton occupe un poste de professeur-chercheur en études et prévention des génocides à la School for Conflict Analysis and Resolution, à la George Mason University, en Virginie, jusqu'à sa retraite en 2019.
Stanton est connu pour être l'auteur en 1987 de l'essai Les dix étapes du génocide, théorisant un modèle référence du processus génocidaire, utilisé dans les cours sur les génocides dans les écoles et universités du monde entier. Son modèle en 10 étapes est repris dans les années 1990 par le Département d'État des États-Unis et l'ONU pour prédire les génocides et prendre les mesures de prévention nécessaires.

### Carrière institutionnelle
Il travaille comme défenseur des droits civiques dans le Mississippi en 1966, comme volontaire du Peace Corps en Côte d'Ivoire et comme directeur de terrain du Church World Service/CARE au Cambodge en 1980. De retour aux États-Unis, il fonde le Cambodian Genocide Project (« Projet sur le génocide cambodgien ») à Yale en 1981, ce qui lui fait jouer un rôle moteur dans la poursuite des Khmers rouges en justice.
Stanton est président du American Bar Association Young Lawyer's Division Committee pour les droits de l'homme et membre du comité permanent de l'ABA World Order Under Law. Il est conseiller juridique de Rukh, le mouvement indépendantiste ukrainien de 1988 à 1992, travail pour lequel il se voit décerner le titre de personnalité de l'année 1992 par le Ukrainian Congress Committee of America.
Stanton sert au Département d'État des États-Unis de 1992 à 1999. Il rédige les résolutions du Conseil de sécurité des Nations Unies qui donnent lieu à la création du Tribunal pénal international pour le Rwanda, à la Commission d'enquête sur le Burundi et à la Commission sur les flux d'armes en Afrique centrale. Il rédige également les résolutions des opérations de maintien de la paix de l'ONU qui contribuent à mettre fin à la guerre civile au Mozambique. En 1994, Stanton remporte le prix W. Averell Harriman de l'American Foreign Service Association pour « ses contributions extraordinaires à la pratique de la diplomatie illustrant le courage intellectuel », pour sa voix dissidente de celle de l’administration américaine à propos du génocide rwandais. Stanton rédige le document du Département d'État sur les moyens de traduire les Khmers rouges en justice au Cambodge. Il se voit particulièrement impliqué dans les négociations entre l'ONU et le gouvernement cambodgien qui aboutissent à la création du Tribunal extraordinaire des Khmers rouges. 
En 1999, Stanton fonde l'ONG Genocide Watch, aujourd'hui devenue une référence pour la prévention et l'alerte précoce des génocides. De 1999 à 2000, il est coprésident du Washington Working Group pour la Cour pénale internationale.
Il est membre du think tank Woodrow Wilson International Center for Scholars de 2001 à 2002.
En 2004, Stanton publie une proposition visant à créer un Bureau pour la prévention des génocides à l'ONU. Avec d'autres membres de International Campaign to End Genocide (« Campagne internationale pour mettre fin aux génocides »), il rencontre des responsables de l'ONU pour faire pression en faveur de sa proposition. En 2004 à Stockholm, le secrétaire général Kofi Annan annonce la création du Bureau du conseiller spécial des Nations Unies pour la prévention de génocide.
En 2007, Stanton est élu président de l'International Association of Genocide Scholars, pour y siéger jusqu'en 2009. Il a également été vice-président de l'association de 2005 à 2007. En 2013, l'organisation décerne à Stanton son Distinguished Service Award et en fait un membre à vie.

### Cambodge
Avant son départ pour le Cambodge en 1980, Stanton se documente abondamment sur la situation du pays. Étant donné que le Cambodge a signé la Convention internationale pour la prévention et la répression du crime de génocide et que les Khmers rouges dirigent toujours formellement le pays, sans pour autant le contrôler politiquement, il y voit une opportunité d'inculper les responsables de ce génocide et de les mettre face à leur responsabilité. Il obtient le soutien de ses professeurs à Yale (Myres McDougall, Michael Reisman, Burke Marshall, Ben Kiernan) et arrive également à convaincre David Hawk, ancien directeur d'Amnesty International aux États-Unis, ainsi que d'autres groupes de défense des droits de l'homme, d'adhérer au projet. Une fois sur place Stanton recueille de nombreux témoignages de survivants du génocide et réalisent que certaines minorités ont été ciblées par l'extermination. Il fait partie des premiers témoins occidentaux à voir des fosses communes récemment découvertes à Choeung Ek.
À son retour aux États-Unis en 1981, il souffre de dépression. Une fois rétabli, il fonde le Cambodian Genocide Project, dans le but de poursuivre en justice les responsables Khmers rouges. Il demande à la Commission internationale de juristes de prendre acte des documents récoltés à propos des crimes et de désigner un État comme procureur devant la Cour internationale des droits de l'homme. La commission hésite à définir les crimes en tant que génocide. En effet, les meurtres de masse motivés par des raisons idéologiques et politiques sont exclus de la définition du génocide faite par l’ONU en 1948. Stanton considère néanmoins que la définition est suffisante car les Khmers rouges ont exterminer prioritairement des minorités religieuses et ethniques (musulmans Cham, moines bouddhistes, chrétiens et autres). Au printemps 1982, il se rend de nouveau à Phnom Penh avec David Hawk et, avec la permission des autorités locales, collecte des preuves supplémentaires du génocide. Après s'être un temps rapproché du gouvernement australien, Stanton et Hawk ne trouvent finalement aucun gouvernement disposé à poursuivre en justice les Khmers rouges devant une cour internationale. Ils tentent ensuite de faire pression sur le Congrès américain sur cette affaire avec un groupe de militants cambodgiens. Dès 1990, Stanton, Kiernan et Hawk mènent une campagne aux États-Unis contre le retour des Khmers rouges au pouvoir (Campagne d'opposition au retour des Khmers rouges, CORKR). En 1994, ils obtiennent une législation qui oblige le Département d'État américain à enquêter sur le génocide au Cambodge, à soutenir un tribunal international pour poursuivre les auteurs et à allouer des fonds à cette fin. Stanton dirige le comité d'organisation de l'enquête et cofonde un centre de documentation à Phnom Penh. Il publie l'article Options pour juger Pol Pot espérant obtenir son arrestation. En 2001, il obtient que le gouvernement américain et que le Conseil de sécurité des Nations Unies soutienne le tribunal international.
En 1986, Stanton découvre que les Khmers rouges ont forcé les habitants de la région frontalière orientale avec le Vietnam à porter un foulard bleu et blanc lors de leur déportation vers des camps de travail en 1977 et 1978. Le foulard servait de signe pour indiquer que celui qui le portait devait être assassiné. C'est pour lui un équivalent de l'étoile jaune imposée aux Juifs. Il fait enregistrer les déclarations des témoins sur bande et sur film, mais ne réussit pas à trouver suffisamment de financement pour produire un documentaire.

### Genocide Watch
En 1999, Stanton fonde Genocide Watch une organisation non gouvernementale pour la prévention des génocides basée à Washington. Genocide Watch est elle-même instigatrice et coordinatrice du réseau Alliance Against Genocide, qui comprend 100 organisations dans 24 pays, notamment le Minority Rights Group, l'International Crisis Group, l'Aegis Trust et Survival International. Son conseil consultatif comprend l'ancien commandant des forces de maintien de la paix des Nations Unies au Rwanda Roméo Dallaire, l'ancien procureur de Nuremberg Benjamin Ferencz, l'ancien ambassadrice des États-Unis auprès des Nations Unies et administratrice de l'Agence américaine pour le développement international (USAID) Samantha Power et l'ancien conseiller spécial des Nations Unies pour la prévention des génocides Adama Dieng.
En 2010, Genocide Watch est la première organisation à affirmer que les massacres de Gukurahundi au Zimbabwe dans les années 1980 répondent à la définition d'un génocide, appelant à la poursuite des dirigeants zimbabwéens, dont le président Robert Mugabe.
Stanton noue des contacts avec des dizaines de leaders militant pour les droits de l'homme, tels que la baronne Kennedy et Ewelina Ochab de Coalition for Genocide Response. En 2020, Genocide Watch se joint à d'autres groupes de défense des droits humains pour exhorter le Conseil des droits de l'homme des Nations Unies (UNHRC) à enquêter sur les actions du gouvernement chinois concernant les Ouïghours et d'autres minorités musulmanes turques dans la région du Xinjiang, et à « élaborer des stratégies » pour mettre fin aux violations qui équivaudraient à des actes de génocide. Dans le cas Bosco Ntaganda auprès la Cour pénale internationale en République démocratique du Congo, Genocide Watch a soumis des observations en tant qu' amicus curiae avec l' Antiquities Coalition et Blue Shield International, sur l'interprétation des attaques contre des biens culturels en regard du statut de Rome.
Plus récemment, Genocide Watch indique à plusieurs reprises que les Arméniens courent un risque de génocide en raison de l'attaque non provoquée de l'Azerbaïdjan contre l'Arménie (2022) et du blocus suivi de l'offensive militaire de l'Azerbaïdjan sur l'Artsakh (2022-2023).

## Prises de position

### Rwanda
En 1989, après avoir dirigé un programme de formation à la prévention des génocides destiné aux responsables du Rwanda et des pays voisins, Stanton rencontre le président Juvénal Habyarimana pour lui demander de supprimer les identités ethniques sur les cartes d'identité nationales rwandaises, car celles-ci pourraient être utilisées pour identifier les personnes à tuer. Il ajoute que si des mesures ne sont pas prises à l'époque pour l'empêcher, le Rwanda connaîtrait un génocide dans les cinq ans. Le génocide des Tutsis du Rwanda a lieu en 1994, juste après l'assassinat d'Habyarimana.

### Zimbabwe
En 2010, Stanton demande que Robert Mugabe soit poursuivi pour « crime de génocide ». Il propose un « Tribunal pénal mixte ONU-Zimbabwéen » inspiré du Tribunal extraordinaire pour les Khmers rouges, ajoutant : « Le règne de terreur de Mugabe doit prendre fin. »
En 2012, Stanton appelle les États-Unis à divulguer « tous les câbles diplomatiques et de renseignement relatifs aux massacres de Gukurahundi » au Zimbabwe et à expliquer la décision américaine de « garder le silence », afin d'« avoir la conscience tranquille ».

### Iran
Stanton accuse l’Iran – en particulier son président Mahmoud Ahmadinejad – d’incitation au génocide, expliquant que les appels constants du régime iranien à détruire Israël encourage directement le génocide. Stanton fait référence à plusieurs discours d'Ahmadinejad appelant à la destruction d'Israël et préconisant que les Juifs israéliens soient transférés en Allemagne et en Autriche. Il y voit également une incitation à provoquer un transfert forcé de population.
Stanton félicite Angela Merkel pour s'être opposée au programme nucléaire iranien et le ministère canadien des Affaires étrangères pour avoir rappelé l'ambassadeur du Canada en Iran. Stanton condamne le programme nucléaire iranien, ajoutant que l'OTAN devrait protéger Israël afin de préserver le pays d'un éventuel tir de missile nucléaire.

### Somaliland
Dans un article paru dans le Mail & Guardian, Stanton reconnaît le génocide des Isaaq survenu en République démocratique somalie sous Siad Barre. Il plaide pour la reconnaissance du Somaliland en tant qu'État distinct de la Somalie, arguant que cela pourrait « aider à éviter un conflit dans une région qui a terriblement souffert ».

### Usage du terme «Nettoyage ethnique»
Stanton critique le terme « nettoyage ethnique », le qualifiant de terme inventé par Slobodan Milošević permettant la négation et la dissimulation de génocide. De plus, il déclare que ce terme blanchit ou atténue la gravité des crimes de génocide et sert d'excuse pour empêcher toute action énergique visant à prévenir ou arrêter un génocide, y compris par les gouvernements occidentaux.

## Publications
- « Why the Khmer Rouge Murdered Two Million People » in Turner, ed. The Real Lessons of Vietnam, University of Virginia Press.
- « The Cambodian Genocide and International Law » in Genocide and Democracy in Cambodia, Edited by Kiernan, B., Yale University Press, 1993,  (ISBN 978-0938692492).
- Democratization in Ukraine: Constitutions and the Rule of Law, Demokratizatsiya, The Journal of Post-Soviet Democratization 1, 55-74, Summer, 1992.